# Kortijn
Kortijn – osada (buurt) w dzielnicy Otrobanda, miasta Willemstad, w dystrykcie Willemstad, w kraju autonomicznym Curaçao, należącym do Holandii, w Ameryce Południowej. 20 października 2023 r. liczyła 55 mieszkańców. Jest najmniejszą osadą w dzielnicy.